# Jurij Wojcechiwski
Jurij Ołeksandrowicz Wojcechiwski (ukr. Юрій Олександрович Войцехівський, ur. 1883 w guberni kijowskiej, zm. 25 października 1937) – radziecki (ukraiński) polityk, przewodniczący Rady Miejskiej Kijowa (1928-1932), członek KC KP(b)U (1930-1937).

## Życiorys
Ukończył Kijowski Instytut Komercyjny, został członkiem partii eserowskiej, w latach 1918-1920 członek Ukraińskiej Partii Komunistycznej (borotbistów), od 1919 członek Kolegium Ludowego Komisariatu Oświaty Ukraińskiej SRR, kierownik rejonowego oddziału finansowego na Podolu, dyrektor Ukraińskiego Banku Państwowego, członek Głównego Zarządu Trustu Cukrowego. Od 1920 członek RKP(b), w latach 1925-1928 kierownik Państwowego Wydawnictwa Ukraińskiej SRR, od 29 listopada 1927 do 5 czerwca 1930 zastępca członka KC KP(b)U, od marca 1928 do stycznia 1932 przewodniczący Rady Miejskiej w Kijowie, w latach 1928-1930 przewodniczący komitetu wykonawczego kijowskiej rady okręgowej, od 15 czerwca 1930 do 27 maja 1937 członek KC KP(b)U. Od stycznia 1932 do 5 kwietnia 1936 sekretarz Prezydium Wszechukraińskiego Centralnego Komitetu Wykonawczego, zastępca przewodniczącego Sądu Najwyższego Ukraińskiej SRR, od 3 czerwca do lipca 1937 członek Komisji Rewizyjnej KP(b)U.
W lipcu 1937 aresztowany, następnie rozstrzelany.